# Référendum mahorais de février 1976
Le référendum mahorais de février 1976 a lieu à Mayotte le 8 février 1976 afin de permettre à la population de se prononcer sur son maintien au sein de la république française ou son rattachement des Comores. Le choix de rester au sein de la France est approuvé à une large majorité, 99,42 % des votants s'exprimant en faveur, pour une participation de 83,34 %.

## Contexte
L’Assemblée nationale française adopte le 31 décembre 1975 une loi permettant l’indépendance des Comores sans Mayotte. Le référendum de février 1976 vise à déterminer si les résidents du territoire souhaitent faire partie des Comores ou se maintenir au sein de la France. Dans ce dernier cas, un second référendum est prévu dans les deux mois quant à la nature du statut de l'île,
La population à le choix entre deux options :
- « Je souhaite que Mayotte demeure au sein de la République française »
- « Je souhaite que Mayotte fasse partie de l'État comorien »

## Résultats
| Choix                     | Votes  | %     |
| ------------------------- | ------ | ----- |
| France                    | 17 845 | 99,42 |
| Comores                   | 104    | 0,58  |
|                           |        |       |
| Votes valides             | 17 949 | 99,38 |
| Votes blancs et invalides | 112    | 0,62  |
| Total                     | 18 061 | 100   |
| Abstention                | 3 610  | 16,66 |
| Inscrits/Participation    | 21 671 | 83,34 |

| Choix de la France (99,42 %) |
| ▲                            |
| Majorité absolue             |

## Suites
La population ayant approuvé à une très large majorité l'option du maintien au sein de la France, un second référendum est organisé le 11 avril 1976, au cours duquel les Mahorais rejettent à une majorité similaire la conservation de leur statut de collectivité territoriale, souhaitant devenir un département à part entière. Un statut territorial spécial est mis en place à titre provisoire, avant qu'un nouveau référendum organisé en 2009 n’entérine la départementalisation.